# Лольтун

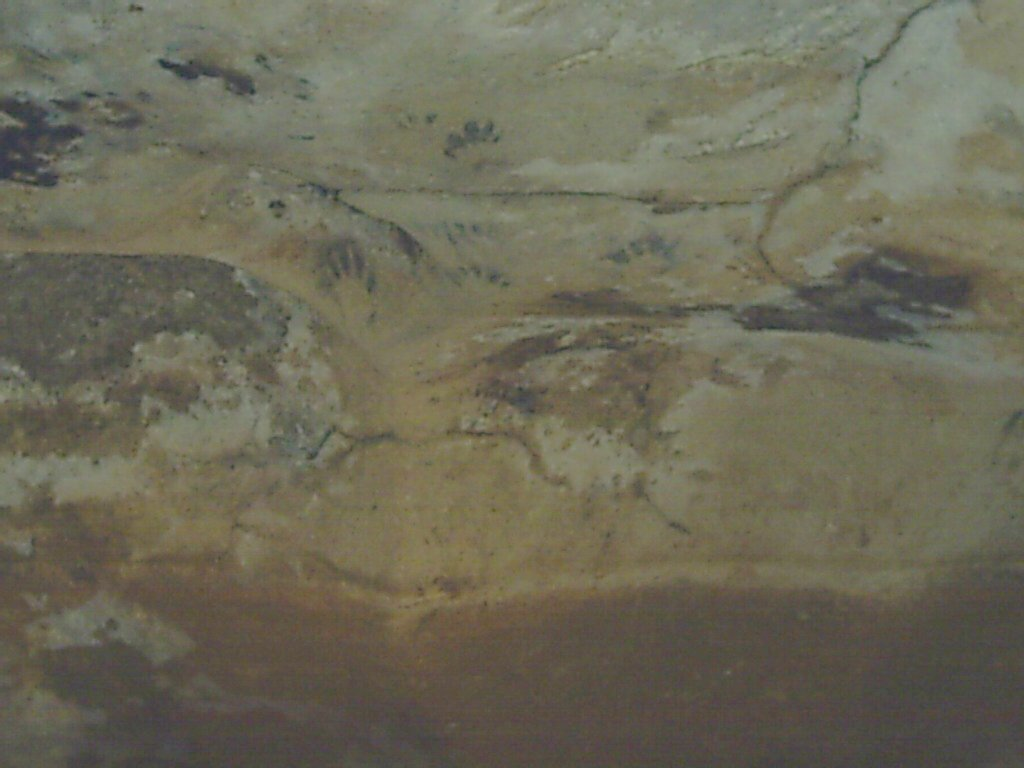
Наскальные изображения в пещере Лоль-Тун

Пещера Лольтун или Лоль-Тун, на языке майя — «цветочный камень». Одна из священных пещер майя, расположенная на полуострове Юкатан примерно в 5 км к югу от г. Ошкуцкаб. В пещере обнаружены петроглифы, которые относят к цивилизации майя позднего доклассического периода.